# La Péri (Dukas)
La Péri è un balletto in un atto con musica di Paul Dukas scritto fra il 1909 e il 1910.

## Storia
Théophile Gautier e il musicista Friedrich Burgmüller avevano realizzato nel 1843 un balletto sul tema delle Péri, fate orientali portatrici della Luce, che fu rappresentato con successo fino alla fine del secolo.
Nel 1911 Sergej Djagilev, creatore dei Balletti russi, commissionò a Paul Dukas la musica per un nuovo balletto sempre sull'argomento delle Péri; la coreografia era affidata a Mikhail Fokine, le scene e i costumi a Léon Bakst; la protagonista avrebbe dovuto essere Natalja Truhanova, richiesta da Dukas, ma Djagilev non la ritenne abbastanza brava da poter danzare con Vaslav Nijinsky, l'altro protagonista, e la produzione venne annullata. La Truhanova chiese poi a Ivan Clustine di realizzare un'altra coreografia e il balletto fu messo in scena il 22 aprile 1912 al Théâtre du Châtelet con scene e costumi di Réné Piot, Natalja Truhanova e Alfred Bekefi interpreti principali, l'Orchestre Lamoureux fu diretta dallo stesso Dukas.

## Argomento

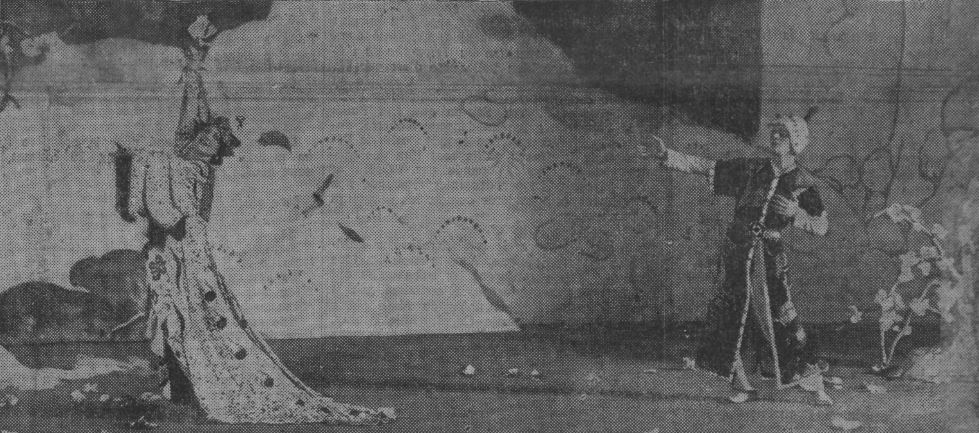
Natalja Truhanova e Alfred Bekefi, 1912

Il principe Iskender, a cui era stata predetta una fine molto vicina, stanco della sua esistenza e desideroso di vivere con rinnovato spirito, va alla ricerca del Fiore dell'eterna giovinezza; arrivato ai confini della Terra incontra una Péri addormentata e si accorge che il Fiore è fra le sue mani. Il principe ruba il Fiore, ma si lascia incantare dalla bellezza della Péri. Quando si risveglia la fata inizia a danzare in modo voluttuoso con l'intento di sedurre Iskender e riprendere il Fiore, senza il quale ella non può raggiungere il Cielo. Preso dalla passione, il principe accetta di restituire il Fiore in cambio di un bacio, ben sapendo che così dovrà rinunciare all'immortalità. Riconquistato il Fiore la Péri sale verso il cielo mentre Iskender comprende di dover morire.

## Analisi
Il balletto è preceduto da una Fanfara che ha la funzione di richiamo per il pubblico solitamente distratto prima dell'inizio della rappresentazione; con accordi altisonanti e maestosi, sottolineati da un ritmo scandito, la Fanfara, eseguita solo dagli ottoni, conduce l'uditorio all'atmosfera magica del racconto.

Le prime pagine della partitura sono molto pacate e si instaura subito un clima irreale, magico;  viene  introdotto per primo il tema del principe Iskender, chiaramente distintivo, intenso nella sonorità degli oboi e delle trombe e marcato da un ritmo puntato simile per certi versi a quello iniziale de L'apprendista stregone; la melodia muta poi in note più gentili delineate dagli archi. Il tema della Péri è interpretato dal corno inglese e dai violoncelli che, in modo seducente, creano un'atmosfera orientaleggiante. Questi due temi, sviluppandosi e intrecciandosi, costituiscono la struttura musicale dell'intero balletto. 
Lo stile de La Péri si rifà sia alla tradizione romantica ottocentesca sia alla musica degli impressionisti, particolarmente vi è un richiamo a Debussy; la padronanza orchestrale è però indubbia e l'originalità nel trattare gli strumenti dà un tono di eleganza e raffinatezza alla partitura .

## Organico
- Tre flauti ( il terzo anche ottavino), corno inglese, due oboi, due clarinetti, clarinetto basso, tre fagotti
- Quattro corni, tre trombe, tre tromboni, basso tuba
- Timpani, cimbali, gancassa, rullante, tamburello basco, triangolo, xilofono, celesta, due arpe
- Archi

## Altre versioni coreografiche
- 1921 Leo Staats all'Opéra di Parigi con J.Bourgat
- 1931 Ancora Leo Staats all'Opéra con protagonisti Olga Spessivtseva e Serge Peretti
- 1931 Frederick Ashton a Londra con il Ballet Club al Mercury Theatre
- 1946 Serge Lifar a Montecarlo con il Nouveau Ballet
- 1948 ancora Serge Lifar all'Opéra di Parigi con protagonista Yvette Chauviré
- 1956 Frederick Ashton alla Royal Opera House con il Royal Ballet e protagonista Margot Fonteyn
- 1973 Peter Darrel con l'English National Ballet con protagonisti Galina Samsova e André Prokovsky